# Juan Ignacio Chela
Juan Ignacio Chela (født 30. august 1979 i Ciudad Evita, Argentina) er en argentinsk tennisspiller, der blev professionel i 1998. Han har igennem sin karriere (pr. september 2010) vundet fem single- og to doubletitler, og hans højeste placering på ATP's verdensrangliste er en 15. plads, som han opnåede i august 2004.

## Grand Slam
Chelas bedste Grand Slam-resultater er to kvartfinalepladser, der kom ved henholdsvis French Open i 2004 og US Open i 2007.